# Oybin
Oybin est une commune de Saxe (Allemagne), située dans l'arrondissement de Görlitz, dans le district de Dresde. Elle est située en bordure de la frontière tchèque.

## Géographie
Ce village est le terminus du chemin de fer à vapeur à voie étroite de Zittau et se trouve au pied du mont d'Oybin, dans une vallée creusée par le Goldbach à travers les monts de Zittau. Parmi les montagnes environnantes se trouve le Hochwald (avec 749 m d'altitude, la plus haute montagne du territoire de la commune et la deuxième plus haute montagne des monts de Zittau).
La vallée est dominée par les monolithes de grès du mont Oybin. En général, le grès est la pierre prédominante dans la municipalité. Le plus dur est le grès de la faille de Lusace, où il a été durci thermiquement au Tertiaire par ascension du magma, par exemple sur le coin nord-est du Töpfer, où il a même été glacé par endroits. Dans le hameau de Hain, le Johannisstein (en tchèque: Jánské kameny) voit une percée de basalte, tandis que la partie supérieure du Hochwald (volcan éteint) est constituée de phonolite.

## Histoire

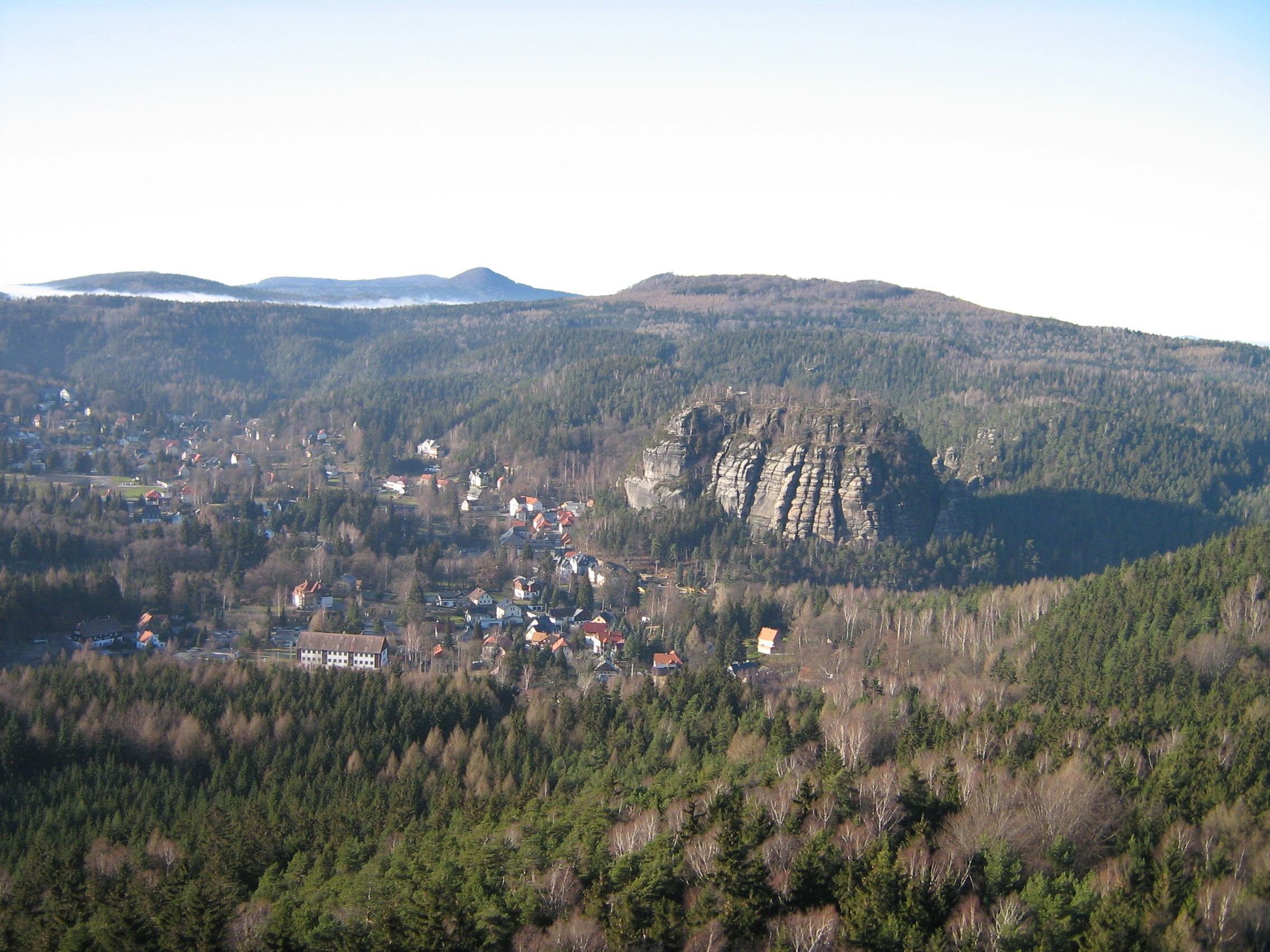
Vue sur la ville et le mont Oybin depuis le Scharfenstein

L'histoire de l'endroit est étroitement liée au château sur le mont Oybin. En 1290, le château fut d'abord mentionné sous le nom de Moybin. En 1291, le château fut pris et détruit par la ville de Zittau. Quelques années plus tard, Heinrich von Leipa (en tchèque Jindřich Hynek z Lipé) reconstruit et agrandit le château.
L'empereur Charles IV fit agrandir le château et y établit en 1369 un cloître de célestins. Au lendemain des guerres hussites, une armée hussite assiégea le château d'Oybin en septembre 1429; Le 28 septembre 1429, leur tentative d'assaut échoua et ils se retirèrent. En 1472, le monastère palatin Schönfeld de Bad Durkheim reprit le cloître aux célestins, mais l'abandonna de nouveau en 1499.
Le cloître des célestins est dissous au cours de la Réforme. Le monastère et le château tomberont progressivement en ruine. Le peintre allemand Caspar David Friedrich représente ce monastère dans son tableau Le Rêveur, peint entre 1835 et 1840.
Oybin est déjà en 1873 inclus dans l'Association des stations balnéaires saxonnes. En 1890, est ouverte la ligne de chemin de fer à voie étroite. En 1930, Oybin obtient le titre de station thermale (Kurort), toutefois sans faire partie des stations thermales reconnues par l'État dans l'État libre de Saxe.
À l’époque de la République démocratique allemande (RDA), au début des années 1970, un camp de pionniers est établi dans le village.